# Pedro José Tordoya
Pedro José Tordoya Montoya (Caravelí, Perú, 1 de agosto de 1813-Lima, 31 de julio de 1883) fue un religioso y político peruano. Obispo del Cuzco. Fue también presidente del Consejo de Ministros y ministro de Justicia, Culto e Instrucción, durante el primer gobierno de Mariano Ignacio Prado en 1867, encabezando el llamado «Gabinete Tiberiópolis» (en alusión a su título de obispo in partibus de Tiberiópolis). Destacó en la oratoria sagrada. Recibió varias condecoraciones en Europa. Fue miembro del Colegio de Abogados de Lima y miembro correspondiente de la Real Academia Española en el Perú.

## Biografía
Pedro Tordoya fue hijo de Juan Tordoya, maestro de escuela, y de María Natividad Montoya.
Inició sus estudios en Arequipa, completándolos en el Seminario Conciliar de Santo Toribio de Lima. En 1836 fue ungido como subdiácono y en 1837 como presbítero, por el arzobispo Jorge de Benavente. Fue nombrado Maestro de Ceremonias del Cabildo Metropolitano en 1838. Se graduó de bachiller, licenciado y doctor en Teología en la Universidad de San Marcos, en 1842.
Tordoya fue incorporado al Cabildo Metropolitano como Medio Racionero en 1843, siendo promovido a la Canonjía Magistral en 1852, así como a Arcediano.
Fue elegido como diputado por la provincia de Camaná ante la Convención Nacional de 1855, la cual se encargó de redactar la Constitución de 1856. En los debates, Tordoya defendió el fuero eclesiástico y la unidad religiosa.
En marzo de 1860 fue preconizado Obispo in partibus infidelium de Tiberiópolis, siendo consagrado por el obispo Francisco Orueta y Castrillón. En 1861 ascendió a Deán del Cabildo Metropolitano.
El papa Pío IX lo elevó a la dignidad de prelado romano, con los títulos de monseñor y capellán de honor extra urbem de su santidad. También fue admitido como miembro de la Real Academia Agraria de Turín.

### Presidente del Consejo de Ministros
Colaboró con el régimen de Mariano Ignacio Prado como presidente del Consejo de Ministros y ministro de Justicia, Culto e Instrucción en 1867, siendo apodado su cuerpo de ministros como el Gabinete Tiberiópolis, aludiendo a su título episcopal. Lo conformaban: el general Pedro Bustamante (Guerra), el coronel Juan Miguel Gálvez (Gobierno y Policía), Simón Gregorio Paredes (Relaciones Exteriores) y José Narciso Campos (Hacienda). Este gabinete apenas duró un mes y unos días, pues fue derribado a raíz de un voto de censura aprobado en el Congreso. Fue la primera vez en la historia republicana peruana que ocurría algo semejante. Ello se dio en el marco de la campaña anticlerical desatada en el Perú en torno a la discusión de una nueva Constitución Política que se daba en el Congreso Constituyente. 
Ocurrieron así los hechos: El 3 de abril de 1867 los diputados liberales liderados por Fernando Casós lograron hacer triunfar la reforma constitucional de la libertad de cultos. Esto, sumado a la violenta campaña anticlerical de algunos representantes liberales, provocó la reacción de la población mayoritariamente católica. El diputado liberal Celso Bambarén llegó a ser apedreado en la plaza Bolívar. El diputado Ulloa exigió que el gobierno compareciera ante el Parlamento, pues a su juicio no había defendido la majestad del Congreso. Se formuló un voto de censura al ministro de Gobierno Juan Miguel Gálvez. A ello se sumó la acusación del congresista Helguero en contra de Tordoya, a quien acusó de haber azuzado a la población para indisponerla contra el Congreso. Ante la aprobación del voto de censura, el Gabinete Tiberiópolis renunció en pleno el 12 de abril de 1867.
Tras su paso fugaz por la política, Tordoya viajó a Europa. En España se le otorgó el Cordón del Comendador de la Real Orden de Carlos III, y fue elegido socio correspondiente de la Real Academia Española. Viajó también a Roma.
De regreso al Perú, fue nombrado provisor y vicario general del Arzobispado de Lima (1871).

### Obispo de Cuzco

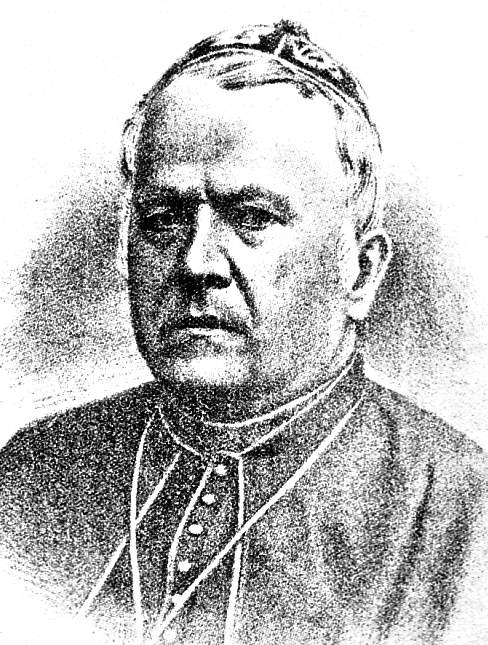
Retrato de monseñor Tordoya por Evaristo San Cristóval. En la revista El Perú Ilustrado.

En 1875 el gobierno le propuso como Obispo del Cuzco, siendo preconizado en Roma. Tomó posesión de su sede el 21 de junio de 1876. Pero renunció en 1880, agobiado por la edad y algunos problemas judiciales que debió enfrentar injustamente. La Santa Sede le concedió entonces el título de Obispo de Arada (1882) y le mantuvo como administrador apostólico de la diócesis cuzqueña. El obispado cuzqueño quedó vacante durante varios años, pues en 1886 la Santa Sede rechazó la designación de Juan Manuel Gamboa. En 1892 asumiría Juan Antonio Falcón.

### Labor durante la guerra con Chile
Durante la Guerra del Pacífico Tordoya fue presidente de la Junta Central Administradora de Donativos, que desde Lima abasteció con dinero y armas a los combatientes peruanos de la resistencia. En 1882 actuó en Lima como delegado del gobierno del contralmirante Lizardo Montero, instalado en Arequipa.
Falleció el 31 de julio de 1883, un día antes de su cumpleaños, que era el día de San Pedro ad Vincula. Se dice que en su agonía se dirigió al santo, rogándole: «Pedro, desata las cadenas». Acto seguido, expiró.

## Publicaciones
- Oración en la solemne acción de gracias por el nombramiento del ilustrísimo Don Francisco de Sales Arrieta, arzobispo electo (1839).
- Oración fúnebre en las exequias del Gran Mariscal José de la Mar (1839).
- Sermón que en el vigésimo séptimo aniversario de la Independencia del Perú pronunció en la Iglesia Catedral de Lima (1848).
- Oración fúnebre de Su Majestad el Rey de Cerdeña Carlos Alberto (1850).
- Carta pastoral con motivo de la guerra que Chile ha declarado al Perú (1879).

## Condecoraciones
- Orden de Carlos III en el grado de Comendador.